# Svanevit
Svanevit (Cygne Blanc), est une musique de scène composée par Jean Sibelius pour la pièce éponyme d'August Strindberg, comportant un appel de cor et 13 morceaux. Terminée en 1908, elle a été donnée en première représentation publique au Théâtre suédois à Helsinki, le 8 avril 1908 sous la direction du compositeur.
En 1909, Sibelius en a tiré une suite orchestrale op. 54, formée de sept pièces.

## Historique
Svanevit est d'une certaine manière une continuation de la musique de scène de Pelléas et Mélisande de 1905. La célèbre actrice suédoise Harriet Bosse avait joué le rôle de Mélisande au Théâtre suédois à Helsinki, en 1906, et elle était ravie de la musique de Sibelius. Elle suggéra à August Strindberg que Sibelius écrive la musique pour son Svanevit, suggestion que l'auteur accepta. Sibelius était complètement sous le charme de Strindberg, mais les œuvres tardives de l'écrivain étaient moins en phase avec les idées de Sibelius.
En 1908, Sibelius tira une suite orchestrale de la musique de scène. Il condensa et combina les pièces pour former une suite en sept parties, bien que la suite inclût la plus grande part de la musique de scène. Sibelius prévoit pour la suite un orchestre légèrement plus grand : il pouvait maintenant utiliser un quatuor de cors, une harpe et des castagnettes.
Sibelius la dirigea en tout ou partie de temps à autre dans ses concerts.

## Structure
Svanevit raconte l'histoire d'une princesse de quinze ans qui vit dans un château de conte de fées avec son père, un duc, et avec sa méchante belle-mère. La princesse Svanevit a été promise au roi d'un pays voisin, mais elle tombe amoureuse du prince, qui est le messager du roi.
Pour la pièce, Sibelius a écrit un appel de cor et 13 épisodes de musique pour un orchestre de treize instrumentistes. Après l'appel du cor, on entend la musique accompagnant une scène de pantomime, dans laquelle Svanevit et le prince se rencontrent.
Le troisième épisode très court dépeint le vol de la bonne mère cygne de Svanevit. Le quatrième épisode décrit les sentiments de la mère quand elle découvre que sa fille est sale et hirsute. Dans le cinquième épisode, qui comporte juste un seul accord, la mère cygne du prince s'envole. Dans le sixième épisode central, les notes en pizzicato décrivent le jeu d'une harpe magique. La puissance magique contenue dans la harpe donne à Svanevit des vêtements propres et des cheveux peignés correctement. Le septième épisode dépeint Svanevit rêvant de son prince. La mélodie sombre du huitième épisode décrit le prince dans une ambiance troublée : les amoureux se sont disputés. Le neuvième épisode est une valse pour le mariage, dans lequel le prince en colère veut danser avec une autre fille, Magdalena. Cependant, la mariée sous le voile se révèle être Svanevit. Le couple de mariés rejoint le lit nuptial, mais une épée est placée entre eux. Le dixième épisode est une musique de fond pour les amoureux dans le lit.
Le onzième épisode est d'un intérêt particulier, puisque sa matière est devenue une partie du mouvement lent de la cinquième symphonie. Dans son contexte original, la musique décrit la rencontre du prince et de Svanevit après leur punition. Dans l'épisode douze, Svanevit souffle à nouveau dans son cor magique pour obtenir l'aide de son père, le duc, car le roi du Mal a forcé le prince à fuir sur son bateau. Le père essaie de redresser la situation, mais le prince se noie. L'épisode treize décrit comment le prince est ramené vers Svanevit. Dans l'épisode quatorze (si l'appel du cor est compté comme le premier épisode), Svanevit ranime le prince, et la musique donne à la scène une atmosphère religieuse. 
Quelque temps après la première exécution publique, Sibelius ajouta une partie d'orgue pour la fin de la musique de scène, pour souligner l'atmosphère religieuse.

### Suite orchestrale
La suite orchestrale op. 54 comporte sept numéros :
1. Påfågeln (Le paon) ;
2. Harpan (La harpe) ;
3. Tärnorna med rosor (Les jeunes filles aux roses) ;
4. Hör rödhaken slå (Écoutez le rouge-gorge chanter) ;
5. Prinsen allena (Le prince seul) ;
6. Svanevit och prinsen (Svanevit et le prince) ;
7. Lovsång (Chant de louange).